# Suolun
Suolun (kinesiska: 索伦, 索伦镇) är en köping i Kina. Den ligger i den autonoma regionen Inre Mongoliet, i den norra delen av landet, omkring 1 000 kilometer nordost om regionhuvudstaden Hohhot. Antalet invånare är 17985. Befolkningen består av 8 666 kvinnor och 9 319 män. Barn under 15 år utgör 13,0 %, vuxna 15-64 år 79 %, och äldre över 65 år 6,0 %.
Genomsnittlig årsnederbörd är 826 millimeter. Den regnigaste månaden är juli, med i genomsnitt 263 mm nederbörd, och den torraste är januari, med 5 mm nederbörd.